# Hans E. Kinck

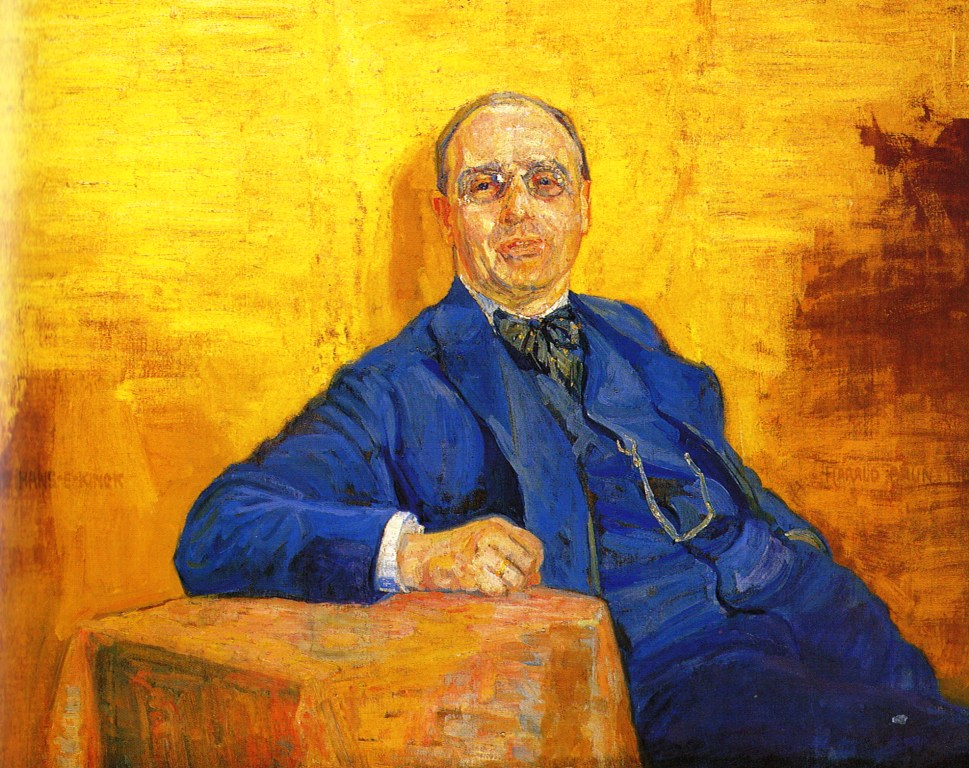
Hans E. Kinck 1908, Gemälde von Harald Brun

Hans Ernst Kinck (* 11. Oktober 1865 in Øksfjord; † 13. Oktober 1926 in Oslo) war ein norwegischer Schriftsteller und Philologe. Er schrieb Prosa sowie Dramen, gilt als einer der bedeutendsten Schriftsteller Norwegens und hat viele andere Künstler beeinflusst. Insgesamt hat Kinck über 30 Bücher veröffentlicht. Einige seiner Veröffentlichungen werden der Neuromantik zugeordnet, sein Werk weist aber auch Einflüsse aus Realismus und Impressionismus auf. Vergleiche wurden außerdem zur bildenden Kunst des Expressionismus und des Jugendstils gezogen. 

## Leben
Kinck wurde als Sohn des Arztes Otto Theodor Kinck und dessen Frau Hanna Guliante Johannessen, in der Finnmark geboren. Seine Jugend war geprägt von dem schwierigen Zusammenleben zwischen seinem gebildeten, literatur- und kunstinteressierten Vater und der einfachen, aus einer Bauernfamilie stammenden Mutter. Kinck hatte acht Geschwister, von denen vier als Kinder starben.
Da sein Vater in Regierungsdiensten tätig war, arbeitete er an verschiedenen Orten in Norwegen. Die Familie zog, als Kinck sechs Jahre alt war, nach Setesdal, vier Jahre später nach Strandebarm in Hardanger.
Kinck besuchte auch Gymnasien in Bergen und Kristiania. Dort erhielt er 1884 das Abitur. Während seines Philologiestudiums in Kristiania und Halle, das er 1890 abschloss, war er Mitglied einer Studentenvereinigung, in der Studenten mit Georg Brandes über linke Politik und Kultur diskutierten. Seit seinem Studium war er außerdem Mitglied und später Alter Herr des Klassisch-Philologischen Vereins Halle im Naumburger Kartellverband. Nach seinem Abschluss cum laude wurde er zunächst Lehrer, entschloss sich jedoch schon nach einem Jahr, an die Universität zurückzukehren. Dort arbeitete er als Bibliothekar und setzte seine Studien fort. 
1893 heiratete Kinck die Schriftstellerin Minda Ramm, mit der er später zwei Töchter hatte: Eli (* 1897) und Jeanette (* 1900). Die Flitterwochen verbrachte das Paar in London und Paris, wo Kinck Knut Hamsun und Jonas Lie kennenlernte. Zwischen Lie und Kinck, die zu vielen Themen ähnliche Ansichten vertraten, entwickelte sich eine enge Freundschaft. 
Kinck lebte überwiegend in Kristiania, hielt sich aber ab der zweiten Hälfte der 1890er-Jahre auch regelmäßig in Italien, hauptsächlich in Florenz, auf.

## Werk
Seine ersten Gedichte erschienen ab 1888. Ab 1892 veröffentlichte er Bücher, die teilweise auch in andere Sprachen übersetzt wurden. Seine Werke sind teilweise gesellschaftskritisch. Kinck stand dem italienischen Faschismus ablehnend gegenüber, war jedoch auch gegenüber linker Politik skeptisch. 
Ein wichtiges Merkmal ist auch die Beziehung zur norwegischen Folklore. Ein wiederkehrendes Thema sind Beziehungen zwischen einem gebildeten Mann und einer Bäuerin, wie seine Eltern sie geführt haben. Spätere Werke sind an die italienische Renaissance angelehnt. Außerdem setzt er sich in mehreren Büchern mit dem Thema Auswanderung auseinander.

## Rezeption
In den frühen 1920er Jahren war Kinck neben Knut Hamsun und Arne Garborg einer von drei in der Diskussion für den Nobelpreis für Literatur gehandelten norwegischen Autoren. Obwohl sich etliche norwegische Professoren und Schriftsteller für ihn beim Komitee einsetzten erhielt 1920 doch Hamsun für Segen der Erde den Preis.

## Werke (Auswahl)
Romane
- Huldren. Ungt Folk. Aschehoug, Oslo 1973, ISBN 82-03-05654-7 (Nachdr. d. Ausg. Kristiania 1892(93)).
- Sus. Den yngstes Ungdom. Aschehoug, Kristiania 1898.
- Hugormen. Aschehoug, Kristiania 1898.
- Auswanderer („Emigranter“). Merseburger Verlag, Leipzig 1906.

Novellen
- Flaggermus-vinger. Eventyr vestfra. Aschehoug, Oslo 1995, ISBN 82-03-17543-0. (Nachdr. d. Ausg. Kristiania 1895)
- Wenn die Äpfel reifen („Vaarnætter“). Aschehoug, Kristiania 1903.
- Wenn die Liebe stirbt („Naar kærlighed dør“). Merseburger Verlag, Leipzig 1913.

Dramen
- Driftekaren. Aschehoug, Oslo 1979, ISBN 82-03-09931-9 (Nachdr. d. Ausg. Oslo 1908).

Sachbücher
- Macchiavelli. Seine Geschichte und seine Zeit („Renaissancemennesker“). Schwabe Verlag, Basel 1938.

## Verfilmung
- 1992 Emil Stang Lund (Regie): Flaggermusvinger.